# Хиславичское городское поселение
Хиславичское городско́е поселе́ние — муниципальное образование в Хиславичском районе Смоленской области Российской Федерации.
Административный центр — посёлок городского типа Хиславичи.

## География
- Общая площадь поселения: 86,46 км²
- Расположение: центральная часть Хиславичского района
- Граничит:
  - на севере — с Упинским сельским поселением
  - на северо-востоке — с Череповским сельским поселением
  - на востоке — с Владимировским сельским поселением
  - на юго-востоке — с Печерским сельским поселением
  - на юге и западе — с Корзовским сельским поселением
- По территории поселения проходит автодорога Хиславичи — Мстиславль.
- Крупная река: Сож.

## История
Образовано Законом Смоленской области от 20 декабря 2004 года.

## Население
| 2012  | 2013  | 2014  | 2015  | 2016  | 2017  | 2018  |
| ----- | ----- | ----- | ----- | ----- | ----- | ----- |
| 3984  | ↘3862 | ↘3763 | ↘3755 | ↗3772 | ↗3779 | ↘3759 |
| 2019  | 2020  | 2021  | 2024  |       |       |       |
| ↗3770 | ↗3812 | ↘3412 | ↘3320 |       |       |       |

## Населённые пункты
В состав городского поселения входят 3 населённых пункта:
| № | Населённый пункт | Тип     | Население |
| - | ---------------- | ------- | --------- |
| 1 | Хиславичи        | пгт     | ↘3095     |
| 2 | Кирпичный Завод  | посёлок | 52        |
| 3 | Фролово          | посёлок | 404       |

## Местное самоуправление
Главой поселения является Шахнов Пётр Петрович.